# Los empeños de una casa

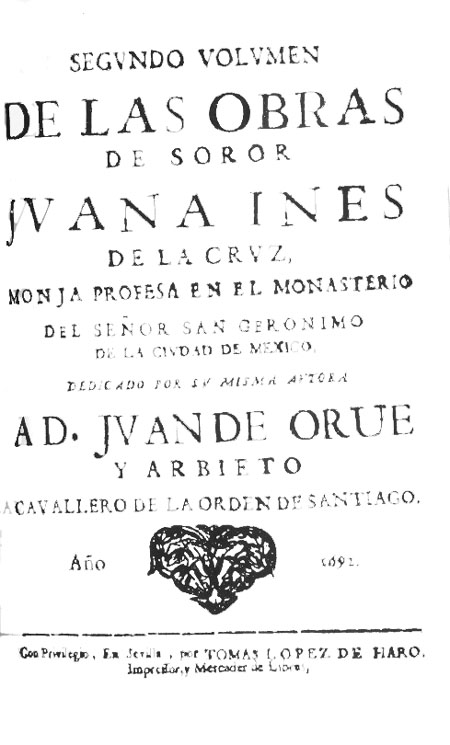
Portada del segundo tomo de las obras de Sor Juana, donde se incluye Los empeños de una casa.

Los empeños de una casa es una de las piezas dramáticas de la producción literaria de sor Juana Inés de la Cruz. Se representó por primera vez el 4 de octubre de 1683, durante los festejos por el nacimiento del primogénito del virrey conde de Paredes; coincidió con la entrada a la Ciudad de México del nuevo arzobispo don Francisco de Aguiar y Seijas.
La historia gira en torno a dos parejas que se aman, pero, por azares del destino, no pueden estar juntos aún. Esta comedia de enredos es una de las obras más destacadas de la literatura hispanoamericana tardobarroca y una de sus características más peculiares es la mujer como eje conductor de la historia: un personaje fuerte y decidido que expresa los anhelos —muchas veces frustrados— de la monja. Doña Leonor, la protagonista, encaja perfectamente en este arquetipo.
Es considerada, a menudo, como la cumbre de la obra en verso de Sor Juana e incluso de toda la literatura novohispana. El manejo de la intriga, la representación del complicado sistema de relaciones conyugales y las vicisitudes de la vida urbana constituyen a Los empeños de una casa como una obra poco común dentro del teatro en la Hispanoamérica colonial.

## Sinopsis
Doña Ana de Arellano y su hermano don Pedro residen en Madrid, pero deben trasladarse a Toledo por razones de negocios. En Madrid, Juan de Vargas conoció a doña Ana y la sigue hasta Toledo, donde se desarrolla toda la acción de la comedia. En Toledo, sin embargo, doña Ana cree enamorarse de Carlos de Olmedo, quien no le corresponde, pues mantiene un romance con doña Leonor de Castro, a quien don Pedro pretende. Don Rodrigo, padre de Leonor, desaprueba la boda de su hija con Carlos, por lo que este y su amada planean escapar a fin de forzar el enlace.
Ana se entera de que Leonor y ella aman al mismo hombre, y poco tiempo después llegan a casa de los Arellano don Carlos y su criado Castaño, en calidad de prófugos de la justicia. Ana les da asilo, y el enredo aumenta cuando Celia, la fiel criada de doña Ana, aloja en la misma casa a Juan de Vargas. A oscuras, Juan increpa a Ana por su desamor, aunque en realidad quien lo escucha es Leonor. Carlos oye su voz y sale, pero en realidad cada uno habla con personas distintas a las que cree. Al salir la luz portada por Celia todos se desconciertan y Juan y Leonor suponen que Ana es amante de Carlos. Sin embargo, la caballerosidad de Carlos le impide dudar de Leonor, lo que será una constante a lo largo de toda la obra.
Carlos envía a su criado Castaño, bajo amenazas, a explicar la penosa situación al padre de Leonor. Para no ser reconocido se viste con las ropas de Leonor, lo que aumenta los enredos. Vestido como Leonor se encuentra con Pedro, quien queda desconcertado ante la necedad, que él cree fingida, de su amada. Entonces, el criado cambia su actitud y le promete que esa misma noche será su mujer. Al final todos los enredos se resuelven felizmente: Carlos queda con Leonor, Ana con Juan y Castaño con Celia. Don Pedro queda solo, principalmente por haber urdido todo el engaño para conseguir a una mujer que él sabía era un imposible.

## Festejo teatral
Sor Juana compuso Los empeños de una casa para celebrar el nacimiento de José, hijo de Tomás de la Cerda y Aragón y su esposa María Luisa Manrique de Lara y Gonzaga —llamada «Lysi» por la monja—, marqueses de la Laguna y virreyes de Nueva España, quienes también fueron grandes mecenas de la poetisa. En palabras de Francisco Monterde, constituye «un programa completo de teatro barroco mexicano». Las obras cortas del montaje escénico mantienen una estrecha relación estilística y temática con el drama en sí, por lo que resulta casi imposible separar una de otra.

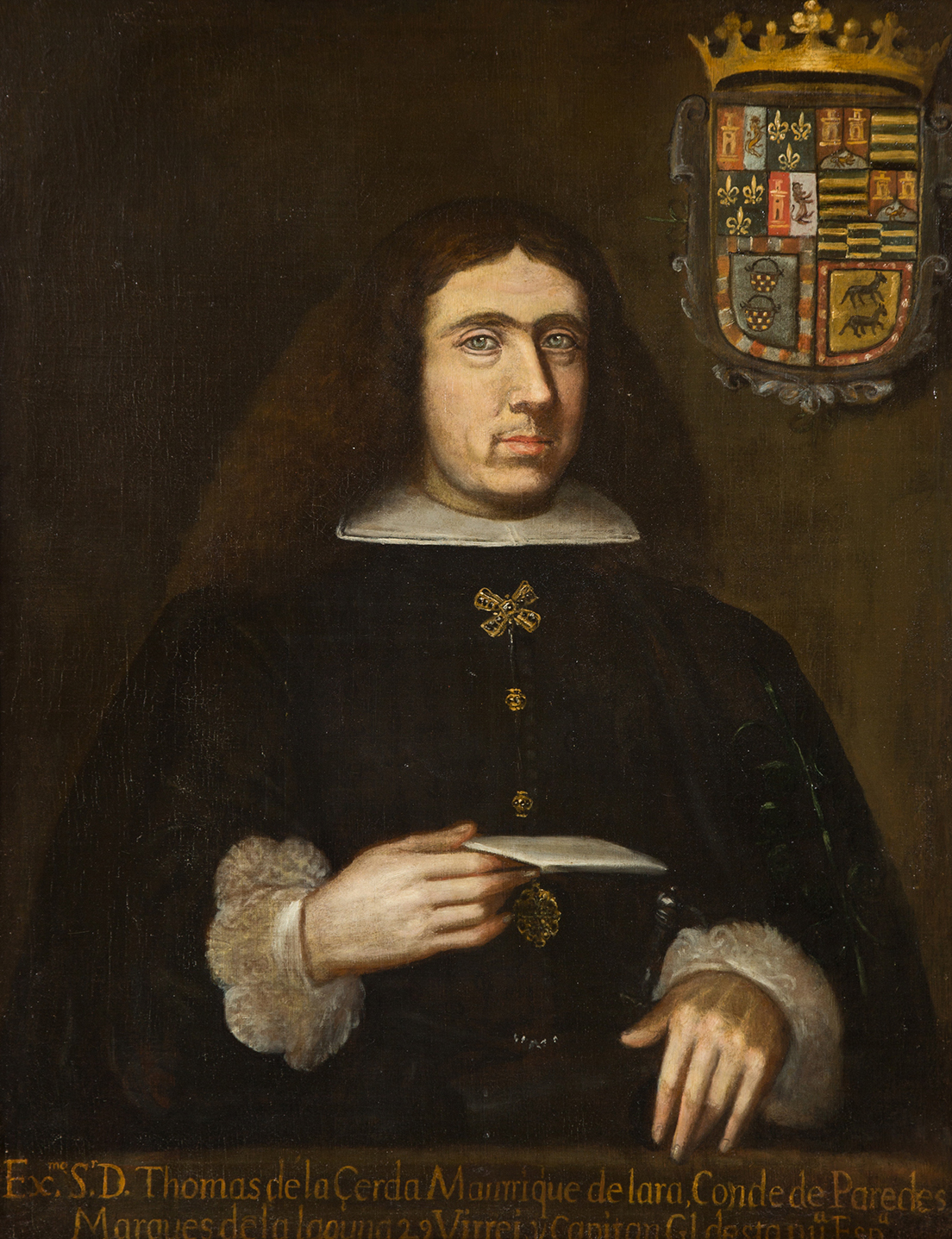
Tomás Antonio de la Cerda y Aragón, marqués de la Laguna y conde consorte de Paredes, vigésimo octavo virrey de la Nueva España.

El programa, escrito para un público culto y acostumbrado a representaciones fastuosas como las de Pedro Calderón de la Barca, se abre con una loa. Sus personajes son la Fortuna, la Diligencia, el Mérito, el Acaso y la Dicha, quien protagoniza toda la loa. Aunque su objetivo es —como se plantea desde un principio— celebrar el nacimiento del hijo de los virreyes, en los últimos versos los festejos se hacen extensivos al arzobispo Aguiar, con quien después Sor Juana tuvo varias dificultades.
A lo largo de la obra Sor Juana intercaló tres canciones para halagar a doña María Luisa Manrique, por quien sentía una especial estima. Estas letras se titulan «Divina Lysi, permite», «Bellísima María» y «Tierno pimpollo hermoso». Todas fueron compuestas en coplas de octosílabos, lo que da como resultado treinta y dos versos.
El Sainete primero de palacio, cantado al final de la primera jornada y antes de la segunda, retrata —a través de 202 versos— la vida en la corte virreinal de acuerdo a la peculiar óptica de Sor Juana, quien la había vivido muy de cerca durante el gobierno de Antonio Sebastián de Toledo Molina y Salazar. El Segundo sainete no difiere mucho del primero, pero el valor literario de ambos reside en que son un excelente testimonio de la vida palaciega e introducen un recurso desconocido hasta entonces en el teatro hispanoamericano: sustituir los comentarios del público por murmuraciones simuladas. El sainete segundo utiliza la conocida técnica de «el teatro dentro del teatro», a la vez que alude a la enorme duración y fatiga de las jornadas. Además, realiza varias alusiones a la literatura clásica española —por ejemplo, menciona a La Celestina, no la de Fernando de Rojas que estaba proscrita, sino la de Agustín de Salazar y Torres que la misma sor Juana perfeccionó y le escribió el final— y se burla afectuosamente de otro dramaturgo contemporáneo de la monja, Francisco de Acevedo. Ambos sainetes son una magnífica muestra de ironía literaria y de la admiración sorjuanina por los grandes del teatro español.
Los empeños de una casa cierra con el Sarao de cuatro naciones, trescientos versos totalmente cantados en los que españoles, italianos, mexicanos y negros danzan y alaban a los festejados, con lo que se concluye el festejo. La estudiosa italiana Alexandra Riccio plantea que Sor Juana, indirectamente, critica varios aspectos sociopolíticos del sistema colonial, lo que finalmente le granjeó reproches y órdenes de sus superiores para que dejara de escribir. Ello puede observarse en este sarao, que para la italiana se critica veladamente el orden de castas en la Nueva España. La misma Riccio sugiere también un paralelismo entre Sor Juana y el sacerdote insurgente Fray Servando Teresa de Mier, quien fue censurado —al igual que la monja— tras un polémico sermón sobre los orígenes de la Virgen de Guadalupe en 1794.

## Análisis y estilo

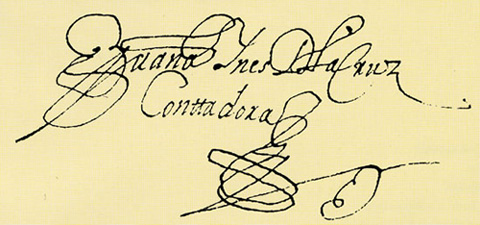
Firma de Sor Juana Inés de la Cruz (1689).

A pesar de ser una comedia, en varias secciones de la obra puede adivinarse una verdad amarga: el fracaso amoroso de la poetisa de San Jerónimo. Mucho se ha conjeturado sobre los desamores de Sor Juana, que supuestamente plasmó en obras como Los empeños, aunque no existe una base sólida para tales afirmaciones.
La escena de Castaño travestido es una de las más originales de toda la comedia de capa y espada, aunque no rompe con las normas impuestas implícitamente por Pedro Calderón de la Barca y recuerda el carácter juguetón y cómico de la escena. En el teatro barroco era frecuente que un personaje adoptara modales, maneras e incluso ropajes del otro sexo.
Esta comedia de capa y espada se basa en dos temas principales: las diferentes formas del amor y los enredos que ocasionan las parejas. Pedro y Ana de Arellano son los causantes de toda la intriga dramática contra el amor sincero de Carlos y Leonor, el amor inmaduro, pero noble de Ana hacia Juan de Vargas. Estas dos parejas contrastan con la actitud egoísta y déspota de don Pedro, cuyo supuesto amor por Leonor mira más por su propio beneficio. La estructura pentagonal de las parejas —cinco protagonistas— está diseñada para remarcar la soledad y el castigo de Pedro, quien queda como «galán suelto».

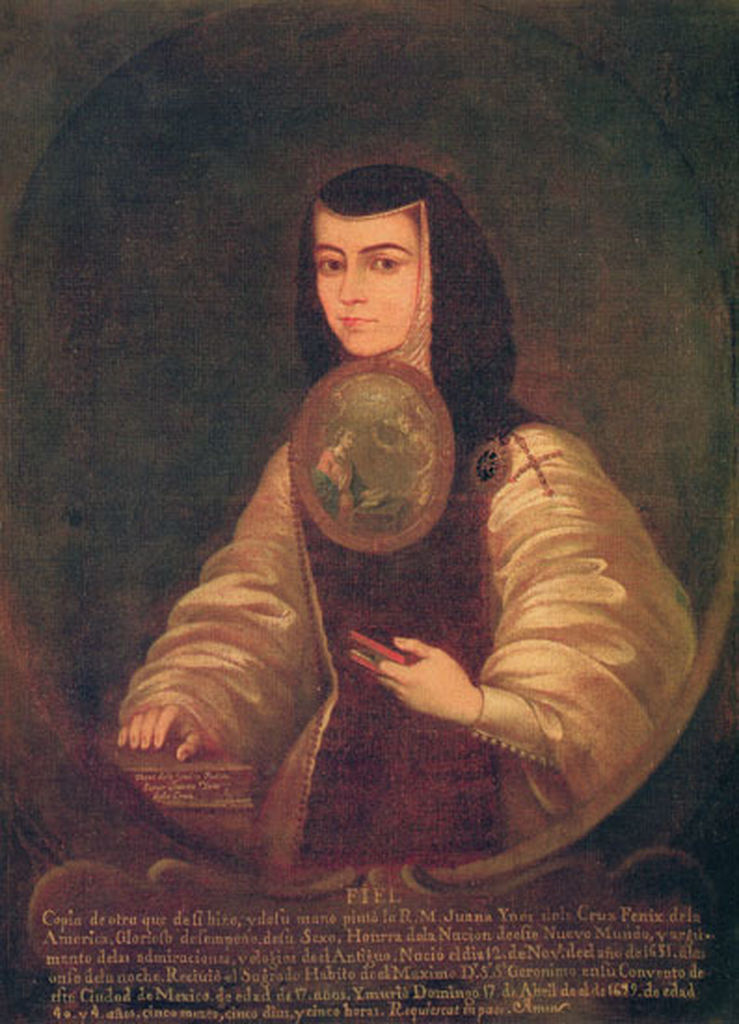
Retrato de Sor Juana, por Fray Miguel de Herrera.

Los criados, Celia y Castaño, son parte fundamental en la creación y resolución de las intrigas y el enredo. Aunque generalmente actúan por órdenes de sus amos, en ocasiones —por ejemplo, cuando Castaño se traviste con las ropas de Leonor— lo hacen por cuenta propia. Son también ellos quienes se encargan de escandalizar, y de mantener al espectador al tanto de la trama. Sor Juana aprovecha la figura de Castaño para criticar a las conocidas como «damas tapadas», costumbre que permitía a las mujeres ocultarse bajo un manto para decir cosas que no osarían decir descubiertas.
El escenario principal de la obra es la casa de los Arellano, cuya disposición laberíntica contribuye en gran medida a la confusión cómica y dramática de la pieza. El eje central de Los empeños de una casa es la entrada y salida de los personajes en medio de un ambiente oscuro. A diferencia de otras comedias, como La verdad sospechosa de Juan Ruiz de Alarcón, Sor Juana presta más atención al desarrollo de la comedia  que a la psicología de sus personajes.
Se han señalado varias influencias que pudo haber tenido la monja para componer Los empeños, aunque las principales corresponden a Calderón de la Barca y a Lope de Vega. En La discreta enamorada, de Lope, el criado Hernando se disfraza de mujer de la misma manera en que lo hace Castaño. El título alude a Los empeños de un acaso, de Calderón, lo que para algunos críticos constituye un «anzuelo para pescar espectadores desprevenidos que acudirían creyendo que se trataba de una obra de Calderón». Por otro lado, el tratamiento del honor y el prestigio familiar en Sor Juana es muy parecido al que se observa en La desdicha de la voz, otro drama calderoniano, aunque la monja introduce variaciones muy acordes a su estilo.
Para Alberto Pérez Amador, Leonor es un reflejo inequívoco de la personalidad de la monja, decepcionada del amor y recluida a sus quehaceres intelectuales. En la loa y en la primera jornada, la poetisa plantea una interesante cuestión relacionada con dicho tema: ¿cuál es la mayor pena, y la mayor dicha, del enamorado? Las posibles respuestas se ofrecen a lo largo de la comedia. Se ha sugerido también la muerte del primer amor de Sor Juana, lo que la llevó a considerarse incapaz de amar a alguien más y a recluirse en el convento.
En el lenguaje empleado por Sor Juana destacan varios neologismos como «encuñadado», herencia de Los sueños de Francisco de Quevedo, y locuciones latinas horacianas. En la construcción gramatical predomina el romance y la redondilla, y en el metro el octosílabo. Sor Juana juega un poco con la rima y el cómputo silábico, pues en varios versos utiliza las formas alargadas de algunos vocablos.

## Ediciones

### Ediciones antiguas
- Segundo tomo de las obras de sóror Juana Inés de la Cruz, monja profesa en el monasterio del señor San Jeronimo de la Ciudad de México, dedicado por la autora a D. Juan de Orúe y Orbieto, caballero de la Orden de Santiago. Sevilla, Tomás López de Haro, 1692. Reimpreso en Barcelona, 1693 (tres ediciones). Con el título de Obras poéticas, Madrid: 1715 y 1725. Incluye los autos sacramentales, la Carta atenagórica, Amor es más laberinto, Los empeños de una casa y setenta poemas más.[47]
- COMEDIA FAMOSA / LOS EMPEÑOS DE VNA CASA / POR / IVANA INES / DE LA CRUZ / MONJA PROFESSA EN EL MONASTERIO / del Señor San Geronimo en la Ciudad de Mixico. Barcelona, Josep Llopis, 1725.[48]
- LOS EMPEÑOS DE VNA CASA / COMEDIA FAMOSA / DEL FENIX DE LA NVEVA ESPAÑA / SORORJUANA INES DE LA CRUZ. Sevilla, Tomás López de Haro, circa 1730.
- O COMEDIA FAMOSA / LOS EMPEÑOS / DE UNA CASA / DE SOR JVANA INES DE LA CRVZ, / Phenix de la Nueva España. Sevilla, Imprenta de José Padrino, 1740.
- LOS EMPEÑOS DE VNA CASA / COMEDIA FAMOSA / DEL FENIX DE LA NVEVA ESPAÑA / SORORJUANA INES DE LA CRUZ. Sevilla, Imprenta de la viuda de Francisco de Leefdael, 1750.[49]

### Ediciones modernas

#### Ediciones en obras completas y compilaciones
- Obras completas, cuatro tomos, edición y notas de Alfonso Méndez Plancarte, México, Fondo de Cultura Económica, 1951-1957. Reedición del primer tomo, Lírica Personal, a cargo de Antonio Alatorre, 2009. Los empeños de una se incluye en el tomo IV «Lírica y fama».
- Obra selecta: romances y otros poemas, villancicos, Neptuno alegórico, El sueño, Los empeños de una casa, El divino Narciso, Respuesta a Sor Filotea de la Cruz, edición de Luis Sáinz de Medrano, Barcelona, Planeta, 1987.
- Obras completas, prólogo y edición de Francisco Monterde, México, Porrúa, 1989.[50]

#### Ediciones sueltas
- Los empeños de una casa, edición de Roberto Oropeza Martínez, México, Ateneo, 1962.[51]
- Los empeños de una casa, edición de Eva Lydia Oseguera de Chávez, México, Fernández, 1991.[52]
- Festejo de Los empeños de una casa, México, Editores Mexicanos Unidos, 1998.[53]
- Los empeños de una casa, Alexander Street Press, 2007.[54]
- Los empeños de una casa / Amor es más laberinto, edición crítica, introducción y notas de Celsa Carmen García Valdés, Madrid, Cátedra, 2010.[55]

## Representaciones
- Compañía Nacional de Teatro Clásico, Madrid, 2018.
  - Director: Yayo Cáceres.
  - Intérpretes principales: Cristina Arias, David Soto, Pablo Béjar, Georgina de Yebra, Kevin de la Rosa.